# 惡
惡（中古聲調：陰入）指哲学、宗教、伦理概念裡的邪惡、罪惡、恶毒；在汉语作动词时惡（中古聲調：陰去）也指對人和事物的厭惡、排斥以至恐惧。惡是与“善”、“好”相对的概念。

## 语源
中国古人以「惡」表达邪惡、罪惡、醜惡、厭惡。

## 定義
「惡」的定義不盡相同，但可歸納出，惡是為提升或維持自身利益而犧牲他人利益。

## 宗教上的惡
- 基督教：5世紀，神學家圣奥古斯丁提出“惡是善的喪失”，而“善”即神學中“上帝的善”。基督教、猶太教等宗教認為撒但是惡的化身。對於不相信基督教的人，“善”可以由社會上大多數人認可的道德標準決定。
- 佛教：惡指能夠招致惡果的不善之法。行惡事者會輪回到三惡道。佛教典籍中羅列的“十惡”是“由身、口、意三業所起的十种非理損人之業”，即“殺生、偷盜、邪淫、妄語、兩舌、惡口、绮语、貪欲、嗔恚、邪見”。其依照的仍是人類社會對善惡的評判。
- 道教：惡指招致靈魂墮落的思想與行徑。多行惡事者不能得道成仙，惡人死後依照生前的惡行墮入相應的地獄。其依照的仍舊是人類社會對善惡的評判。

## 哲學上的惡
- 人性的惡：對於人性，有性善和性惡兩種對立觀點：性善論認為人的天性順應社會道德，通過自覺的修養便可以从善；性惡論認為人的天性與社會道德相悖，強調後天教化的重要性。
- 倫理的惡：倫理上認為侵害他人的正當權益的行為就是惡行。
- 自由意志論：強調人的自由不應被暴力干涉。
- 兇惡：兇惡是指傷害他人的身體或心靈的行為，例如暴力、責罵、懲罰等，通常是人憤怒時才會作出兇惡行為以發泄自己。適當的兇惡可以使別人順服、接受及聽從自己的意見；但也可能會引起別人的不安和不滿，過分的惡甚至引發雙方衝突。

## 相關
- 十恶 (法律)
- 偽善
- 谎言
- 罪 (宗教)
- 犯罪